# Erna Sack
Pour les articles homonymes, voir Sack (homonymie).
Eva Weber, dite Erna Sack, née à Berlin le 2 février 1898 et morte à Mayence le 2 mars 1972, est une cantatrice soprano colorature allemande.

## Biographie
Erna Sack commence ses études à Prague puis à Berlin avec Oscar Daniel. Son exceptionnelle étendue vocale la rend populaire auprès de grands chefs. Elle est alors engagée à Bielefeld, Wiesbaden et Breslau.
Sa voix est capable de produire des sons allant jusqu'au C7 (Do de la 7e octave).
Elle s'est produite dans toutes les grandes villes du monde. Elle commence sa carrière en 1928, engagée à l'Opéra de Berlin, pour un remplacement (petit rôle d'alto). En 1930, elle entre au théâtre municipal de Bielefeld, elle devient soprano colorature, à 32 ans. Elle entre deux ans plus tard dans la troupe du Théâtre d'État de Wiesbaden. En 1934, elle est reçue à l'Opéra de Breslau et en 1935, à l'Opéra de Dresde. Karl Böhm la remarque. Le 24 juin 1935, elle crée le rôle d'Isotta ("La Femme silencieuse"). Böhm assura la direction qui avait d'abord été confiée à Fritz Busch, lequel quitta l'Allemagne nazie. La représentation fut d'ailleurs rapidement supprimée de l'affiche par ordre des autorités.
En 1937, elle va chanter à Chicago, ce qui lui ouvre de nombreuses portes. Pendant la guerre, elle se produit essentiellement en Suède, en Suisse et en Turquie. En 1947, elle part au Brésil pour entamer une tournée mondiale de 5 ans, avec Gilbert Hill comme pianiste. Elle s'installe en Californie dans ces années. À partir de 1953, Erna Sack retourne chaque année en Allemagne. En 1956, elle déménage et vient s'installer à Murnau, en Haute-Bavière. La cantatrice meurt à Mayence le 2 mars 1972, à l'âge de 74 ans.
On ne connaît pas beaucoup de choses au sujet de la fin de la vie d'Erna Sack, sinon qu'elle a voulu la passer tranquillement à l'abri des médias.

## Une soprano très appréciée
Erna Sack possède une voix d'une étendue exceptionnelle et d'une aisance surprenante dans les tessitures suraiguës. Mado Robin et elle étaient souvent comparées. Mado Robin était capable d'aller plus haut qu'Erna Sack, mais cette dernière avait une meilleure technique, maîtrisant trilles, vibratos et vocalises périlleuses. Si Mado Robin pouvait chanter un nombre relativement important de rôles d'opéras, il n'en était pas de même pour Erna Sack qui possédait une voix moins puissante.
Très populaire en Allemagne avant la Seconde Guerre mondiale par ses nombreuses interprétations d'opérettes et de mélodies populaires à la radio et ses films, elle est une des plus grandes cantatrices de la première moitié du XXe siècle.
Elle est enterrée au cimetière sud de Wiesbaden.

## Filmographie
- 1936 : Blumen aus Nizza d'Augusto Genina
- 1938 : Nanon d'Herbert Maisch, avec Johannes Heesters

## Sources
- Livret du Cd "Erna Sack", collection "Les voix d'or", chez Marianne Melodie.